# 泉州高新技术产业开发区
泉州高新技术产业开发区位于福建省泉州市，是2010年11月经国务院批准设立的国家级高新技术产业开发区，面积6平方公里。

## 历史沿革
- 2001年11月：经福建省人民政府批准，建立泉州高新技术产业开发区。
- 2003年7月：经福建省人民政府批准，泉州高新技术产业开发区升级为省级高新技术产业开发区。
- 2010年11月：经国务院批准，泉州高新技术产业开发区升级为国家高新技术产业开发区[2]。